# Agustín Cuevas Batista
Agustín Cuevas Batista (Sanlúcar de Barrameda, 1950) es un político español que ha sido alcalde del municipio andaluz de Sanlúcar de Barrameda desde el 17 de junio de 1999 hasta el mismo año tras la sucesor de Manuel Vital Gordillo, que en una moción de censura le apartó de la alcaldía en favor de Juan Rodríguez Romero.

## Controversias por el ejercicio político
Se vio envuelto en dos procesos judiciales por malversación e intento de soborno, conocidos respectivamente como Caso Terán y Caso Sanlúcar, entrando finalmente en la cárcel a comienzos de 2003. Por último actualmente trabaja en el hospital de Sanlúcar de Barrameda.

### Caso Terán
Por acuerdo plenario, la demanda fue elevada, por la vía contable, al Tribunal de Cuentas en la última legislatura del alcalde Agustín Cuevas Batistas, que terminó en 1999. Sin embargo los demandados no fueron informados hasta el 27 de abril de 2000 y el Consejero de Cuentas no lo fue hasta el 17 de julio de ese mismo año.
Estas penas permitieron a 4 de los 5 procesados eludir la entrada en prisión, por no superar los 2 años de cárcel y por carecer de antecedentes penales. En cambio sobre Agustín Cuevas Batista pesaba la sentencia firme por el Caso Sanlúcar, que ya le había condenado a 1 año y medio de prisión. De esta manera terminó el Caso Terán, con penas mínimas para los procesados, casi dos décadas después de la comisión de los delitos y 10 años después de la denuncia.

### Caso Sanlúcar
El sumario del caso fue inicialmente instruido por el Juzgado N.º 2 de Sanlúcar de Barrameda. En primera instancia fueron investigados por delitos de cohecho y tráfico de influencias Agustín Cuevas Batista, alcalde de Sanlúcar, Rafael García Raposo, Secretario de Organización del PSOE de Sanlúcar, Luis Mario Aparcero Fernández de Retana, alcalde de Chipiona (del PSOE), José Luis Cuevas García, concejal del PSOE en Sanlúcar, Fernando Moreno Rodríguez, cuñado de García Raposo, y los empresarios de la construcción sanluqueños Manuel Rodríguez Gálvez, Fernando Moreno Ollero y Rafael Ávila Camacho. 
El concejal sobornado también fue imputado tras la denuncia de García Raposo, quien declaró que Manuel Ramírez se había ofrecido para ser sobornado. En 2002 el abogado del concejal del Partido Popular retiró la denuncia contra Rafael Ávila y José Luis Cuevas, que quedaron fuera de la lista de imputados.